# Dux provinciae Tripolitanae

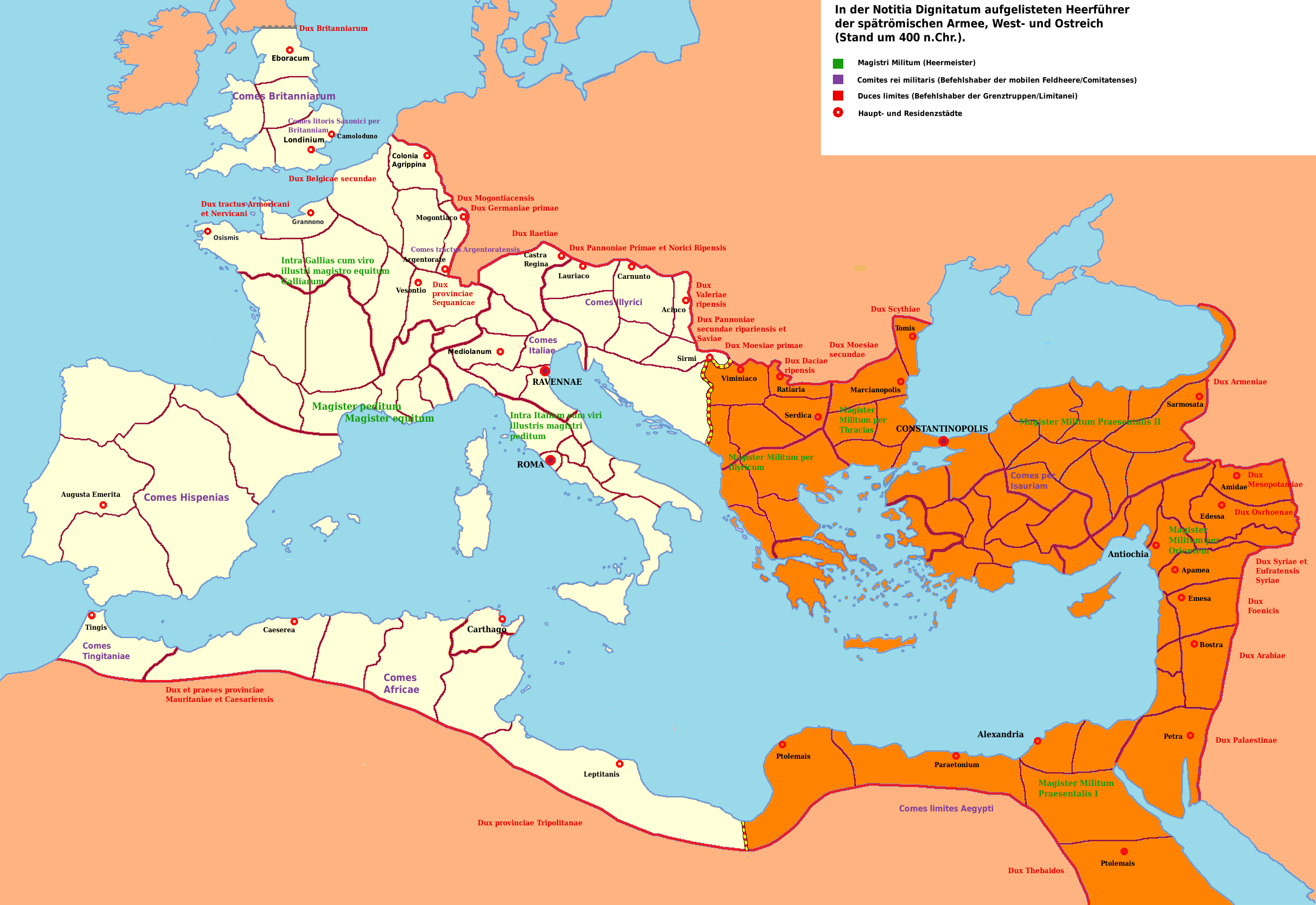
Heerführer der Comitatenses und Limitanei im 5. Jahrhundert n. Chr.

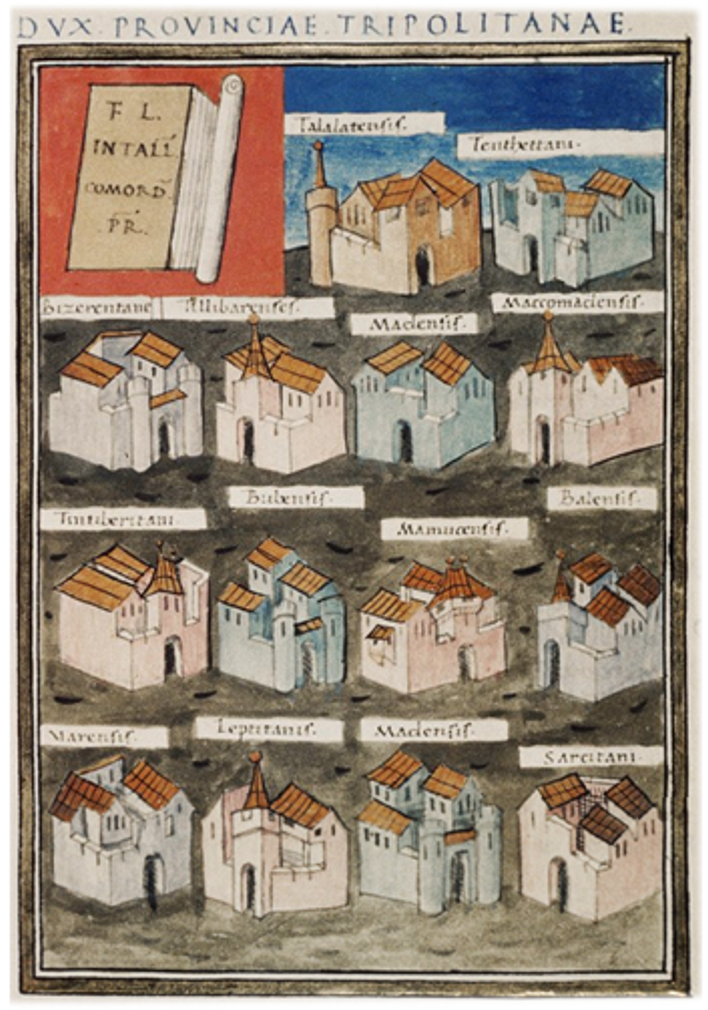
Notitia Dignitatum, die Limessektoren/Kastelle unter dem Befehl des Dux von Tripolitanien: Talalatensis, Thentettani, Byzerentani, Tillibarensis, Madensis, Maccomadensis, Tintiberitani, Bubensis, Mamucensis, Basensis, Varensis, Leptitanis, Madensis, Sarcitani

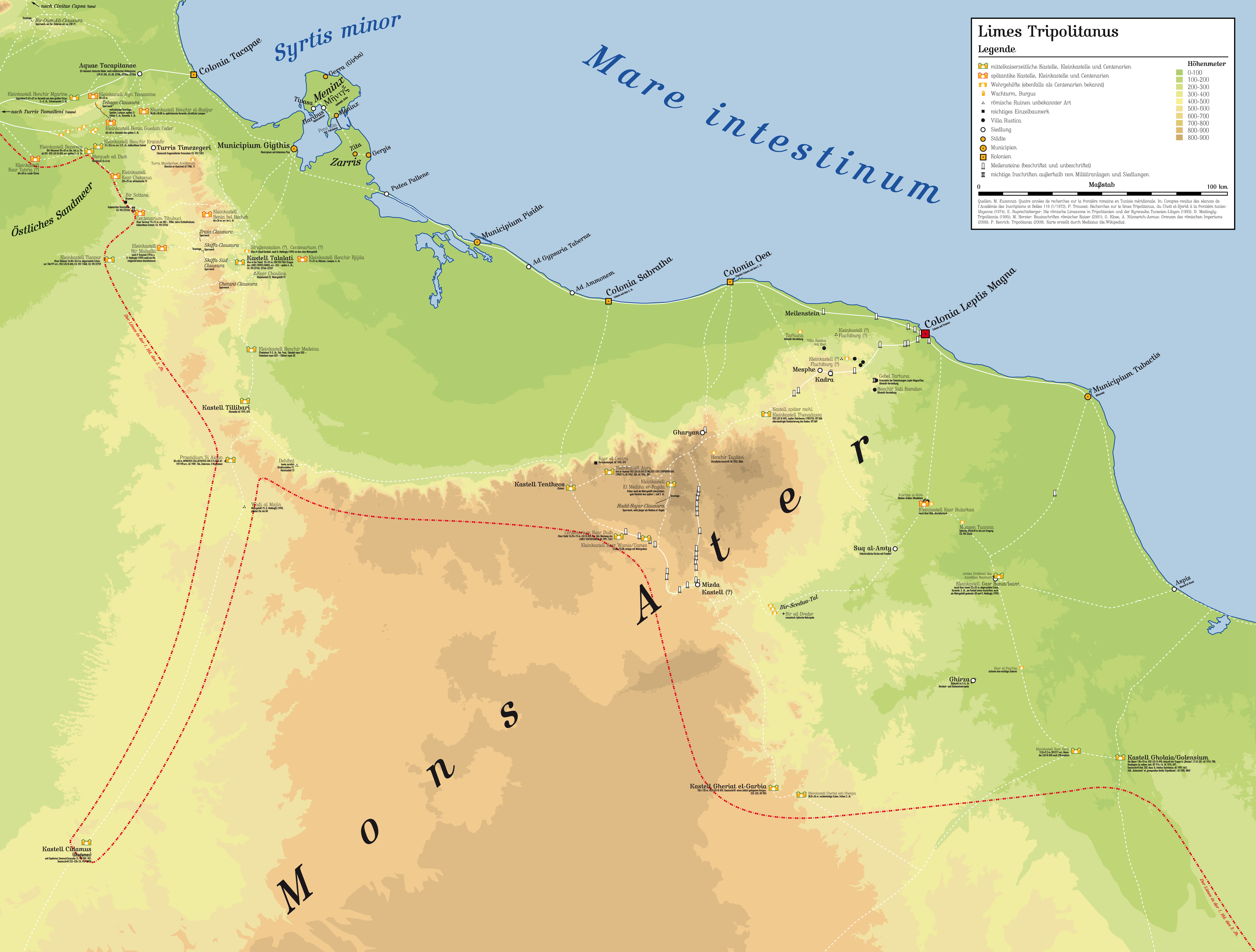
Karte des Limes Tripolitanus

Der Dux provinciae Tripolitanae  (Heerführer der Provinz Tripolitanien) – auch Dux et corrector limitis Tripolitani oder Comes et Dux provinciae Tripolitanae – war ein hoher Offizier der weströmischen Armee und spätestens ab dem 4. Jahrhundert einer der Kommandeure der römischen Grenztruppen in Nordafrika.
Sein Zuständigkeitsbereich (ducat) erstreckte sich auf den Limes der Provinz Tripolitania, im Wesentlichen ein Küstenstreifen am Mittelmeer zwischen der Großen- und Kleinen Syrte im Osten und Westen und dem Mons Ater (Gebel as-Soda) im Süden, ein Territorium im Nordwesten des heutigen Libyen. Sein Amtssitz befand sich wahrscheinlich in der Hafenstadt und Provinzmetropole Leptis Magna.
Seine unmittelbaren Vorgesetzten waren der Comes Africae und der Magister peditum. In der Rangordnung des spätrömischen Reichsadels nahm der Dux die Stellung eines vir spectabilis ein, im 6. Jahrhundert den eines vir clarissimus.
Namentlich bekannte Amtsinhaber:
- Silvano (dux et corrector, 393)
- Flavius Macedonius (comes et dux, Ende 4. bis Anfang 5. Jahrhundert)
- Nestorius (comes et dux, 406)
- Flavius Ortygius (comes et dux, 408–423)[2]
- Sergios (543)

## Entwicklung
Es scheint, dass der tripolitanische Grenzschutz in der Regierungszeit des Kaisers Philippus Arabs (244–249) neu organisiert wurde. Man unterteilte dabei die Grenze in mehrere Abschnitte für deren Sicherung ein Praepositus zuständig war. Die Stabsstellen befanden sich in den größeren rückwärtigen Kohortenkastellen. Der Limes Tripolitanus verlief entlang einer Straße, die von der Küstenstadt Tacape (Gabès) im Westen bis zum östlich gelegenen Lepcis Magna (al-Khums) reichte. Am Kleinkastell Bezereos streifte sie das unmittelbare Grenzgebiet und lief in der weiteren Folge auf den Höhen des Nafusa- und Garian-Gebirgszugs über die Militärstützpunkte Tentheos und Thenadassa (Ain Wif) wieder an die Küste zurück.
Der erste Nachweis einer eigenständigen Provinz Tripolitania reicht bis in die Zeit der Reichsreform unter Kaiser Diokletian (284–305) zurück. Für kurze Zeit wurde die Leitung der Militär- und Zivilverwaltung in Personalunion ausgeübt. In diesem Sinne regierte von 355 bis 360 der Comes et praeses provinciae Tripolitanae Flavius Titus Archontius Nilus und als sein Nachfolger höchstwahrscheinlich Flavius Nepotianus die Provinz. Um 363 wurden die Provinzstreitkräfte wieder von einem zivilen Statthalter (praeses) namens Ruricio angeführt. Vermutlich ist die Titulatur in der mittelalterlichen Abschrift der Notitia Dignitatum von den Kopisten nicht korrekt bzw. unvollständig wiedergegeben worden, den 393 wurde der dortige Befehlshaber schon als Dux et corrector limitis Tripolitani angesprochen. Er hätte demnach also ebenfalls der Zivilverwaltung der Provinz vorgestanden. Dieser Umstand könnte auf die vermehrten Angriffe von Nomadenstämmen (Austuriani) zurückzuführen sein. Der Zusatz provinciae kommt ansonsten nur bei den Heerführern der weströmischen Provinzen Mauritaniae et Caesariensis und Sequania vor.
Anfang des 5. Jahrhunderts befehligte – wohl aufgrund der erhöhten Gefährdungslage – ein rangmäßig aufgewerteter Comes et Dux das Provinzaufgebot. 429 überrannten Vandalen und Alanen die Dioecesis Africae. Wie das Keramikspektrum aus dem Kleinkastell Bezereos belegt, scheint der Limes Tripolitanus irgendwann zwischen 430 und 440 n. Chr. aufgegeben worden zu sein. 534, nach der Unterwerfung der Vandalen unter oströmische Herrschaft, unterstellte Kaiser Justinian Nordafrika einem Prätorianerpräfekten. Unter ihm wurde auch wieder ein Dux limitis Tripolitanae provinciae mit Sitz in Leptimagnensi eingesetzt. 543 ließ der Dux Sergios 79 Stammesführer der Laguatan in Lepcis hinrichten, worauf eine Revolte ausbrach die bis 548 andauerte. Später wurde das Ducat der Dioecesis Oriens zugeordnet und ging am Ende des 6. Jahrhunderts im Exarchat von Karthago auf.

## Verwaltungsstab
Das Officium (Verwaltungsstab) des Dux umfasste folgende Ämter:
- Principem ex officis magistrorum militum praesentalium alternis annis (Kanzleileiter aus dem Stab des Heermeisters, er wurde alle zwei Jahre vom Heermeister neu bestellt)
- Numerarios utrosque (Zahlmeister)
- Commentariensem utrumque (Buchführer und Rechtskundiger)
- Cornicularium (Sekretär und Proviantmeister)
- Adiutorem (Assistent)
- Subadiuuam (Hilfskraft)
- Regrendarium (Verwalter oder Archivar)
- Exceptores (Schreiber)
- Singulares et reliquos officiales (Leibwächter/Ordonnanzen)[9]

In seinem Stab findet sich bemerkenswerterweise auch ein Cornicularius. Dieser war für gewöhnlich auch für die Verproviantierung der Einheiten verantwortlich. Solche Amtsträger werden in der Notitia nur noch bei fünf anderen Comes und Duces erwähnt. In der Spätantike fiel diese Aufgabe für gewöhnlich in die Verantwortung der Zivilverwaltung. Möglicherweise konnte der Dux in Krisenzeiten eigenmächtig über die Versorgungsgüter aus den öffentlichen Speichern verfügen. Es ist auch ein Indiz dafür, dass in der Tripolitana die militärische und zivile Verwaltung in den Händen der Duces lagen.

## Truppen
Die Truppenliste des Dux wurde nur in der Notitia Dignitatum überliefert. Sie gewährt einen Einblick in die militärische Organisation der tripolitanischen Grenze, ab ca. 423 n. Chr., am Ende der Regierungszeit des Honorius. Auffällig ist, dass – bis auf zwei – keine Einheitsbezeichnungen angegeben werden, sondern nur die 12 Limesabschnitte und der Rang der befehlshabenden Offiziere (Praepositus limites). Es scheint, dass diese Verbände aus Milizionären bestanden, die dort als Bauern angesiedelt waren und nur bei Einfällen der Wüstenstämme aufgeboten wurden. Praepositus (lat. für Aufseher, Vorsteher, Vorgesetzter) war in der Spätantike der übliche Titel für Kommandanten einzelner Abschnitte des afrikanischen Limes. Jeder dieser Grenzabschnitte dürfte schätzungsweise von 100 bis 200 Mann (Limitanei) gesichert worden sein. Mobile Eingreiftruppen (Comitatenses) und Flottenverbände waren in der wirtschaftlich für das Reich nur mäßig bedeutenden Tripolitania offenbar keine stationiert.

## Distributio Numerorum
Laut der ND Occ. standen dem Dux folgende Einheiten zur Verfügung:
| Offiziere/Einheit/Limesabschnitt/Kastelle             | Bemerkung | Abbildung |
| ----------------------------------------------------- | --- | --------- |
| Praepositus limitis Talalatensis                      | Dieser Limesabschnitt wurde von der Garnison des Kastells Talalati überwacht. Die dort stationierte Einheit war die Cohors VIII Fida equitata, die im Jahr 263 n. Chr. das Kastell errichtete. |           |
| Praepositus limitis Tenthettani                       | Dieser Abschnitt der Grenze entstand im 3. Jahrhundert und wurde von der Garnison des Kleinkastell Tentheos gesichert. Es war lt. einer Inschrift möglicherweise mit einer Einheit syrischer Bogenschützen, der Cohors I Syrorum sagittariorum belegt. |           |
| Praepositus limitis Bizerentane                       | Dieser Limesabschnitt wurde von der Garnison des Kleinkastell Bezereos überwacht. Der Name der dort in der Spätantike stationierten Einheit (Limitanei, gentiles?) ist unbekannt. |           |
| Praepositus limitis Tillibarensis                     | Dieser Limesabschnitt wurde von der Garnison des Kastell Tillibari überwacht. Eine Cohors II Flavia Afrorum equitata ist zumindest seit severischer Zeit als Stammtruppe in Tillibari belegt. Wie aus der wohl zwischen 425 und 433 n. Chr. entstandenen Notitia Dignitatum Occ. hervorgeht, lag vielleicht noch im späten 4. Jahrhundert eine Abteilung dieser Einheit an diesem Limesabschnitt.                                                      |           |
| Praepositus limitis Madensis                          | |           |
| Praepositus limitis Maccomadensis                     | Dieser Limesabschnitt schützte das Umland der Stadt Euphranta/Macomades, heute Sirte an der Küste der Großen Syrte. |           |
| Praepositus limitis Tintiberitani                     | |           |
| Praepositus limitis Bubensis                          | |           |
| Praepositus limitis Mamucensis                        | |           |
| Praepositus limitis Balensis                          | |           |
| Praepositus limitis Varensis                          | |           |
| Praepositus limitis Sarcitani                         | |           |
| Milites Fortenses in castris Leptitanis, Leptis Magna | Diese Einheit scheint eine Vexillation der Fortenses gewesen zu sein, die als letzte der Legiones Comitatenses im Truppenregister des Magister peditum angeführt sind. Sie unterstanden dem Comes Africae. |           |
| Milites Munifices in castris Madensibus               | Munifices waren Soldaten, die nicht, wie die Immunes, vom schweren Dienst befreit waren. Sie waren wahrscheinlich ebenfalls Angehörige einer Vexillation der Fortenses-Legion. Es ist möglich, dass sie, da in der Notitia kein Kommandant für diese Einheiten angegeben wird, unter dem Kommando des Praepositus am Varenser Abschnitt gestanden haben. Diese Einheit könnte bis zum Einfall der Vandalen im Kastell Gheriat el-Garbia gelegen haben. |           |